# Cerianthus brachysoma
Cerianthus brachysoma is een Cerianthariasoort uit de familie van de Cerianthidae. De wetenschappelijke naam van de soort is voor het eerst geldig gepubliceerd in 1891 door Cerfontaine.